# Lumpzig
Lumpzig ist ein Ortsteil der Stadt Schmölln im thüringischen Landkreis Altenburger Land. Der Ort liegt etwa 9 km nordwestlich von Schmölln. Der Ort ist vor allem durch die hier hergestellte Spezialität Altenburger Ziegenkäse und die älteste Bockwindmühle Thüringens bekannt. Die Gemeinde Lumpzig mit ihren fünf weiteren Ortsteilen wurde am 1. Januar 2019 nach Schmölln eingemeindet.

## Geografie

### Lage
Lumpzig liegt im Altenburger-Zeitzer-Lösshügelland, einem Teilstück der Leipziger Tieflandbucht. Im Gebiet der Ortsgemarkung von Lumpzig entspringen der Gerstenbach und sein Zufluss Kleiner Gerstenbach, sowie der Kleine Jordan, ein Zufluss der Blauen Flut.

### Nachbarorte
Angrenzende Orte sind im Uhrzeigersinn von Nordwesten beginnend Braunshain, Großbraunshain, Dobitschen, Kleintauscha und Hartha.

### Gemeindegliederung
Die Gemeinde setzte sich aus den Ortsteilen Lumpzig, Braunshain, Großbraunshain, Hartha, Kleintauscha und Prehna zusammen.

## Geschichte
Der Ort Lumpzig wird erstmals in einer Urkunde des Bischofs Udo I. von Naumburg im Jahre 1140 als Lomzke genannt. Ein Heinrius de Lumpzhicz wird 1291 erwähnt. Der Ort gehörte der Familie von Ende aus Kayna und bestand vermutlich lediglich aus einem Vorwerk mit Schäferei. Im Jahre 1668 wurde das heutige Herrenhaus von Heinrich Hildebrand von Einsiedel erbaut, welches von 1948 bis 2007 als Alten- und Pflegeheim genutzt wurde. Das dazugehörige Rittergut ging 1798 in bürgerlichen Besitz über. Es besaß 1935 eine Flurgröße von 137 Hektar und wurde somit im Zuge der Bodenreform 1945 enteignet.
Lumpzig gehörte bis ins 19. Jahrhundert zum wettinischen Amt Altenburg, welches ab dem 16. Jahrhundert aufgrund mehrerer Teilungen im Lauf seines Bestehens unter der Hoheit folgender Ernestinischer Herzogtümer stand: Herzogtum Sachsen (1554 bis 1572), Herzogtum Sachsen-Weimar (1572 bis 1603), Herzogtum Sachsen-Altenburg (1603 bis 1672), Herzogtum Sachsen-Gotha-Altenburg (1672 bis 1826). Bei der Neuordnung der Ernestinischen Herzogtümer im Jahr 1826 kam der Ort wiederum zum Herzogtum Sachsen-Altenburg. Nach der Verwaltungsreform im Herzogtum gehörte Lumpzig bezüglich der Verwaltung zum Ostkreis (bis 1900) bzw. zum Landratsamt Ronneburg (ab 1900). Das Dorf gehörte ab 1918 zum Freistaat Sachsen-Altenburg, der 1920 im Land Thüringen aufging. 1922 kam es zum Landkreis Altenburg.

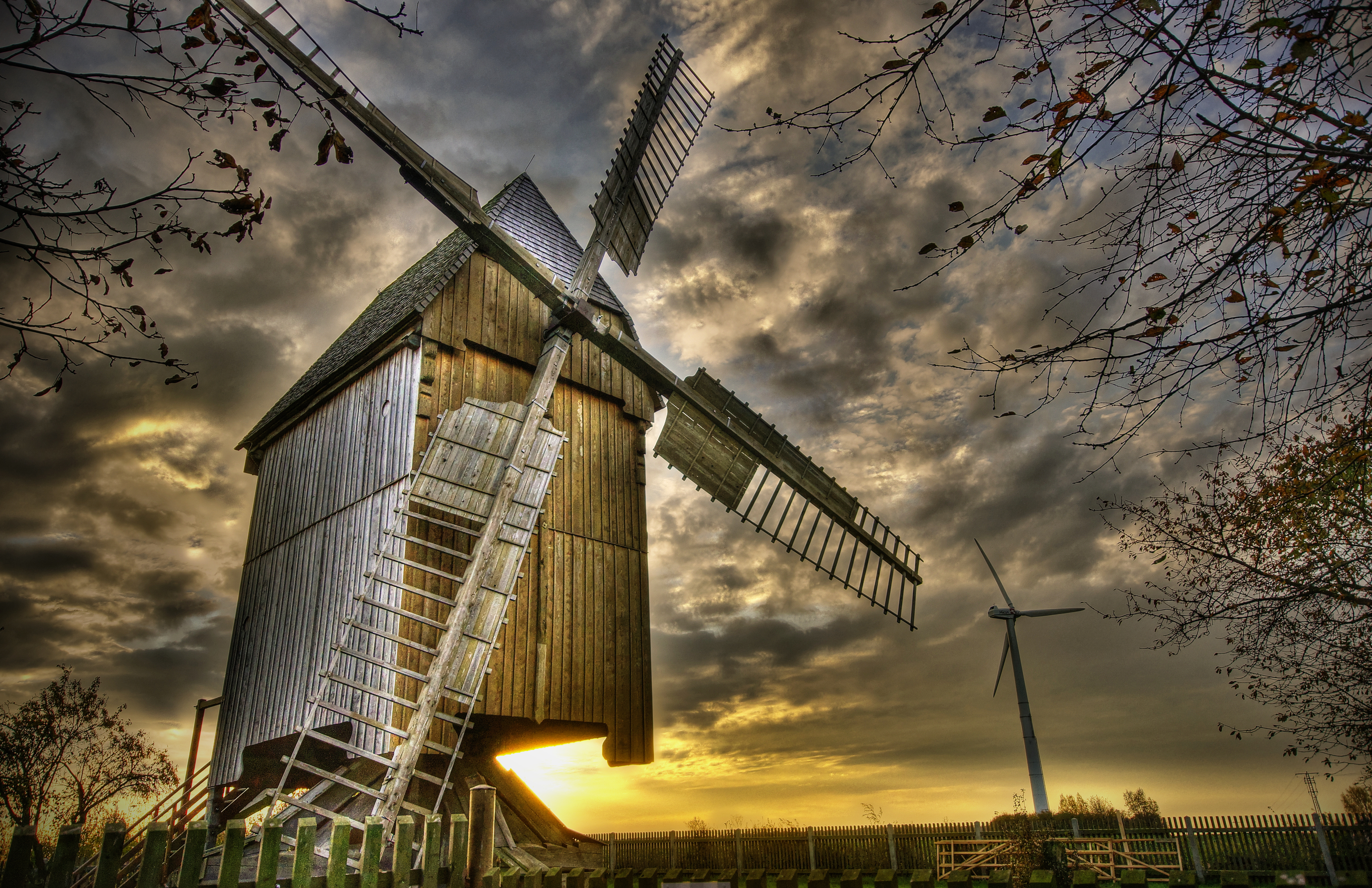
Die einzig erhaltene Bockwindmühle des Altenburger Landes.

Südwestlich des Hauptortes, etwas außerhalb gelegen befindet sich die letzte Bockwindmühle des Altenburger Landes aus dem Jahr 1732 und stellt somit die älteste dieser Art in ganz Thüringen dar. Die sich am südwestlichen Dorfrand befindende Kirche entstand im Jahr 1830. Seit der Errichtung der Molkerei Großbraunshain 1897 wird die regionale Spezialität Altenburger Ziegenkäse hergestellt.
Die heutigen Ortsteile Großbraunshain, Hartha und Kleintauscha wurden am 1. Juli 1950 eingemeindet. Braunshain wurde durch Umgliederung aus der Gemeinde Bröckau am 1. Januar 1956 ein Ortsteil von Lumpzig. Dieser Ort gehörte vor 1952 nicht zum thüringischen Landkreis Altenburg, sondern zum Landkreis Zeitz in der vormals preußischen Provinz Sachsen. Der Ortsteil Prehna wurde am 1. Januar 1957 ohne seinen Ortsteil Meucha eingegliedert.
Bei der zweiten Kreisreform in der DDR wurden 1952 die bestehenden Länder aufgelöst und die Landkreise neu zugeschnitten. Somit kam die Gemeinde Lumpzig mit dem Kreis Schmölln an den Bezirk Leipzig; jener gehörte seit 1990 als Landkreis Schmölln zu Thüringen und ging bei der thüringischen Kreisreform 1994 im Landkreis Altenburger Land auf. Seit dem 1. Januar 1992 gehörte die Gemeinde Lumpzig der Verwaltungsgemeinschaft Altenburger Land an. Am 1. Januar 2019 wurde Lumpzig nach Schmölln eingemeindet und die Verwaltungsgemeinschaft Altenburger Land wurde aufgelöst.

### Eingemeindungen
| Ehemalige Gemeinde | Datum                 | Anmerkung                                            |
| ------------------ | --------------------- | ---------------------------------------------------- |
| Braunshain         | 01.07.1950 01.01.1956 | Eingemeindung nach Bröckau Umgliederung nach Lumpzig |
| Großbraunshain     | 01.07.1950            |                                                      |
| Hartha             | 01.07.1950            |                                                      |
| Kleintauscha       | 01.07.1950            |                                                      |
| Prehna             | 01.01.1957            | ohne den Ortsteil Meucha                             |

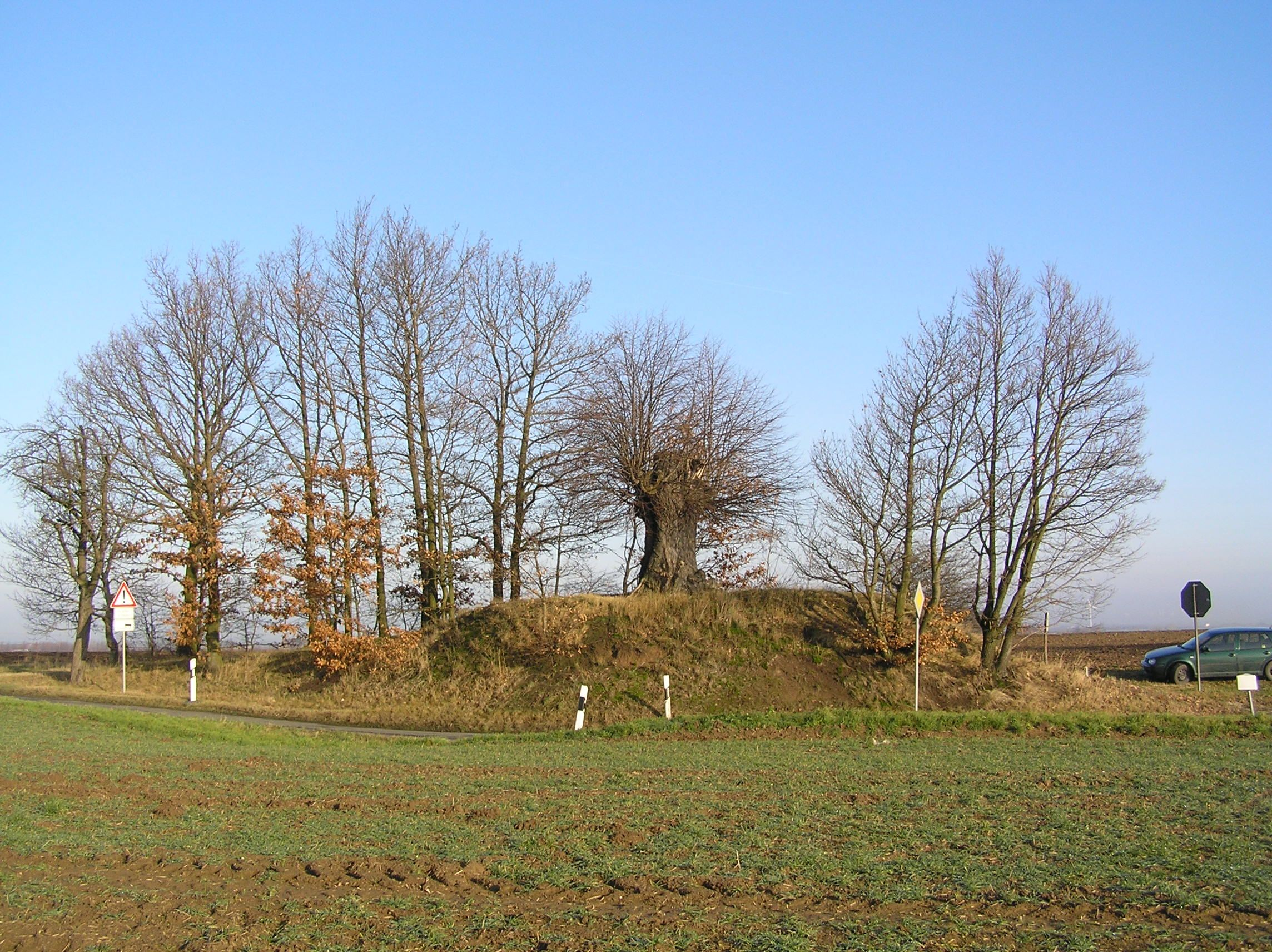
Grabhügel
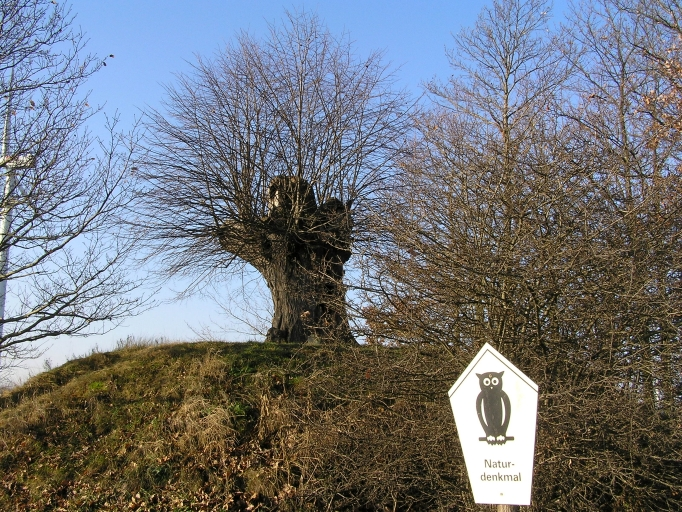
Alte Weide (von Süden)
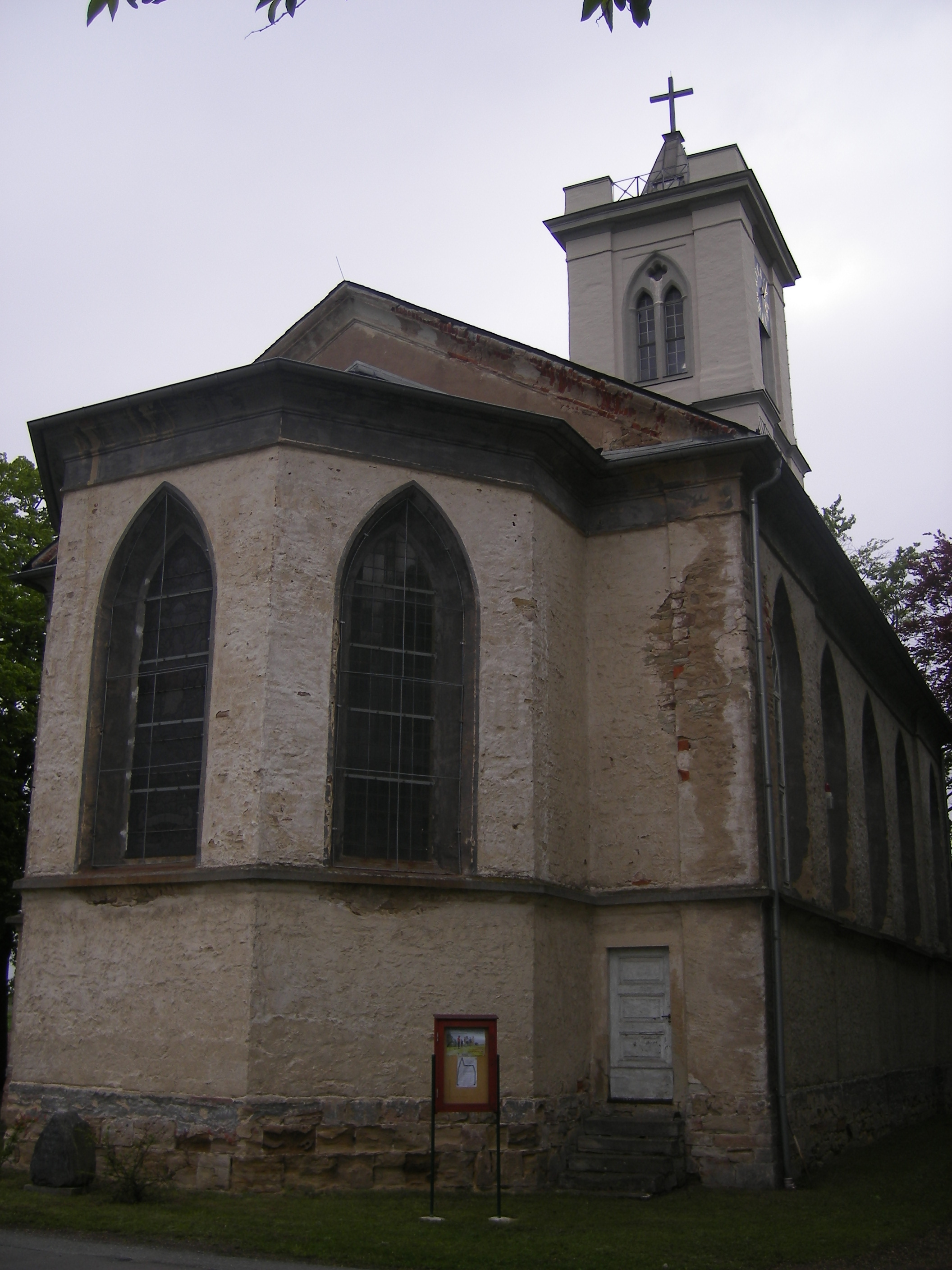
Kirche in Lumpzig
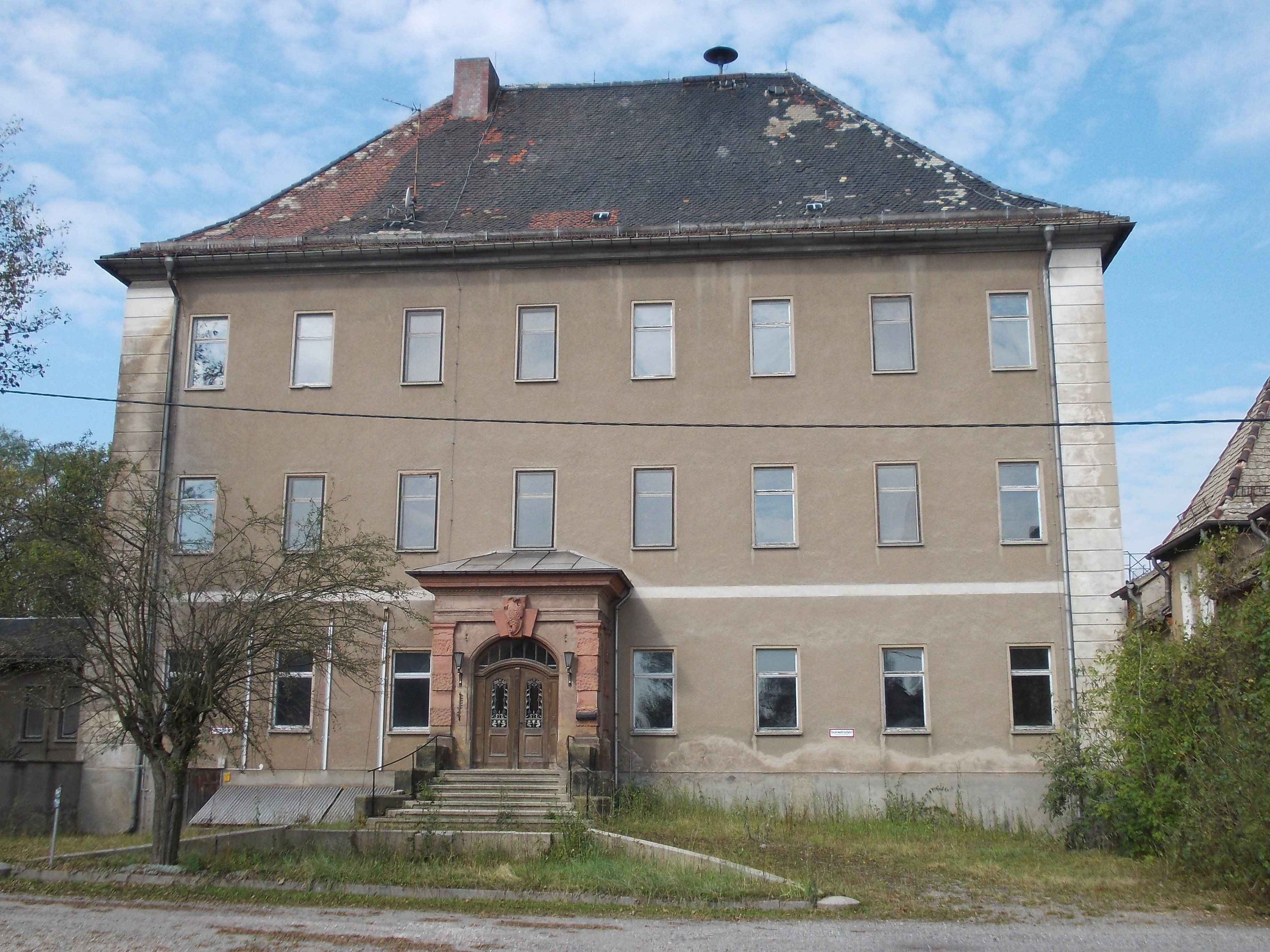
Herrenhaus, erbaut 1668

### Einwohnerentwicklung
Entwicklung der Einwohnerzahl (Stand jeweils 31. Dezember):
| - 1994: 656 - 1995: 647 - 1996: 654 - 1997: 665 - 1998: 697 - 1999: 685 | - 2000: 670 - 2001: 665 - 2002: 665 - 2003: 681 - 2004: 658 - 2005: 661 | - 2006: 654 - 2007: 608 - 2008: 581 - 2009: 586 - 2010: 561 - 2011: 554 | - 2012: 547 - 2013: 533 - 2014: 535 - 2015: 515 - 2016: 505 - 2017: 493 |

Datenquelle: Thüringer Landesamt für Statistik

## Politik

### Ehemaliger Gemeinderat
Seit der Kommunalwahl am 25. Mai 2014 setzte sich der Gemeinderat wie folgt zusammen:
- CDU-Wählergruppe – 3 Sitze (42,7 %)
- Gemeinsam für Lumpzig – 4 Sitze (57,3 %)

Die Wahlbeteiligung lag bei 59,4 % (−3,2 %p).

### Ehemaliger Bürgermeister
Seit dem 6. Juni 2010 war der parteilose Torsten Hiller Bürgermeister, er löste den vormaligen CDU-Politiker Kurt Gentsch mit einem Stimmenanteil von 54,9 % ab. Torsten Hiller wurde letztmals am 5. Juni 2016 mit einer Mehrheit von 84,5 % und einer Wahlbeteiligung von 38,0 % (- 33,7 %p) im Amt bestätigt. Vorheriger Bürgermeister bis 1999 war zudem Ehrenfried Thieme von der SPD.

## Kultur und Sehenswürdigkeiten
Die Bockwindmühle, die vom Verein Altenburger Bauernhöfe e. V. in den vergangenen Jahren restauriert wurde, ist Veranstaltungsort für mehrere Feste, die über das ganze Jahr verteilt stattfinden, das größte dürfte dabei das Lumpziger Bockwindmühlenfest sein.

## Vereine
Seit 1880 gibt es den Spielmannszug Lumpzig. Er gehört neben den Abteilungen Fußball, Kegeln, Bogenschießen und Frauensport zum Sportverein „Osterland“ Lumpzig e. V.

## Verkehr

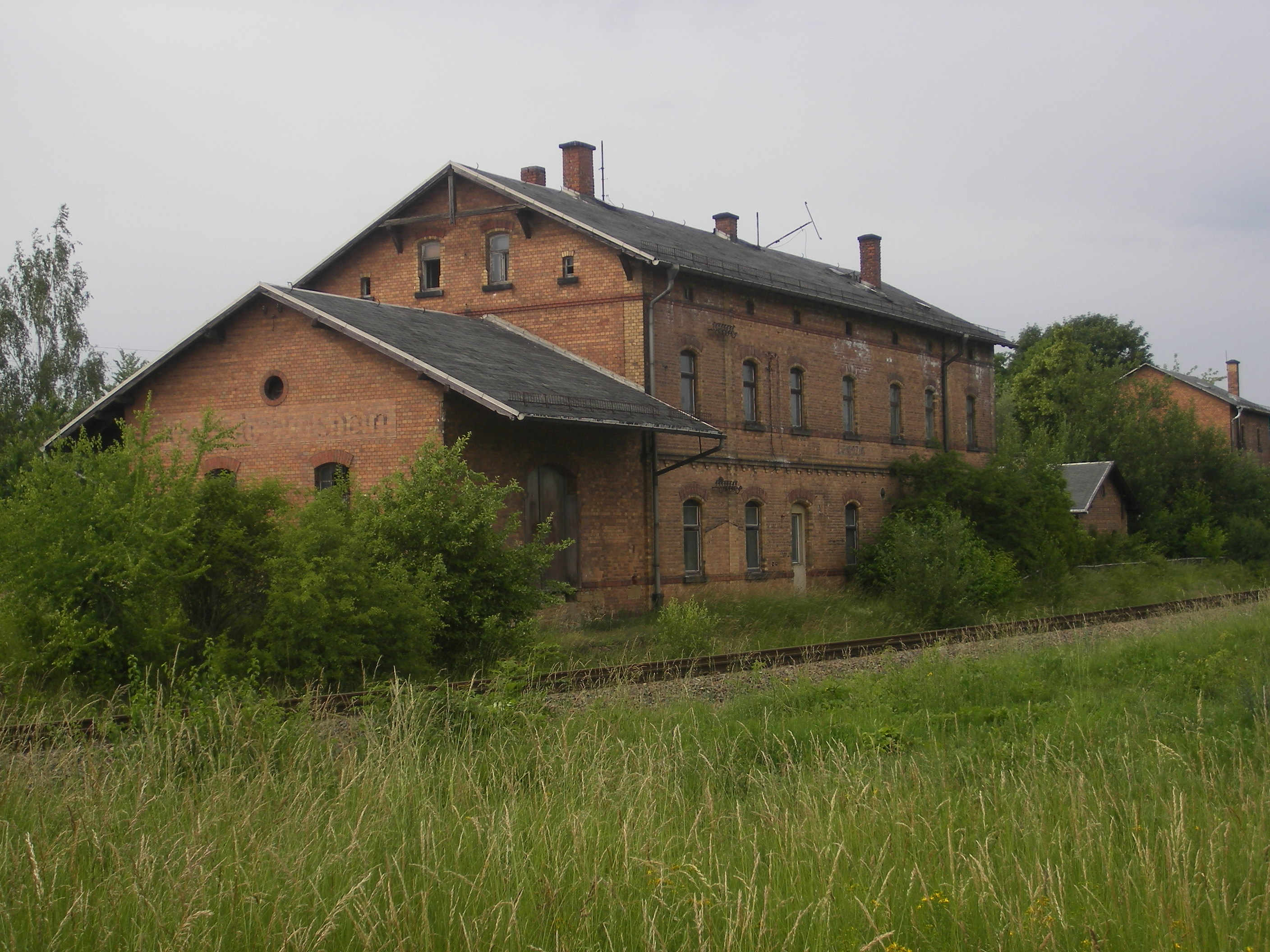
Ehemaliger Bahnhof Lumpzig, vormals Großbraunshain

Die Landesstraße 1362 verläuft durch die Ortsteile Lumpzig und Hartha.
Lumpzig liegt an der Bahnstrecke Meuselwitz–Ronneburg, auf der zwischen 1887 und 1972 Personenverkehr durchgeführt wurde. Die auf Harthaer Flur liegende Bahnstation trug bis 1953 den Namen Großbraunshain, danach bis zur Stilllegung im Jahr 1972 den Namen Lumpzig. Seit 1974 wird der erhalten gebliebene Streckenteil nur noch im Güterverkehr bedient.

## Persönlichkeiten
- Friedrich Hildebrand von Einsiedel (1750–1828)
- August von Einsiedel (1754–1837)